# Silene bornmuelleri
Silene bornmuelleri är en nejlikväxtart som beskrevs av Josef Franz Freyn. Silene bornmuelleri ingår i släktet glimmar, och familjen nejlikväxter. Inga underarter finns listade i Catalogue of Life.